# Зосима (Остапенко)
Архиепи́скоп Зоси́ма (в миру Влади́мир Миха́йлович Оста́пенко; 12 июля 1950, село Новочеркасское, Целиноградская область, Казахская ССР) — архиерей Русской православной церкви на покое.

## Биография
Родился 12 июля 1950 года в семье служащих. В 1964 году осиротел. В 1968 году окончил среднюю школу-интернат. В 1968—1970 годах служил в Советской армии в Брянске. В 1970—1974 годах учился в Московской духовной семинарии. В годы учёбы служил внештатным псаломщиком в храме села Дмитровского Одинцовского района Московской области.
По благословению Ставропольского и Бакинского епископа Антония (Завгороднего) назначен штатным псаломщиком в храм во имя Успения Пресвятой Богородицы в Махачкале.
13 декабря 1981 года епископом Антонием рукоположён во диакона, а 27 декабря в иерея. Назначен служить в церковь Архангела Михаила в Грозном.
В 1984 года переведён в Крестовоздвиженский храм в селе Приютном. На тот момент он являлся единственным священником в единственном православном храме во всей Калмыкии.
В феврале 1985 года назначен настоятелем Крестовоздвиженского храма в Элисте.
21 августа 1987 года пострижен в монашество с именем Зосима в честь преподобного Зосимы Соловецкого. Постриг совершил епископ Ставропольский и Бакинский Антоний (Завгородний). В этот же день возведён в сан игумена и назначен благочинным православных приходов в Калмыкии.
По благословению патриарха Алексия II награждён палицей.
Состоял членом Епархиального совета Ставропольской епархии.
В 1990 году открыл 1-ю в епархии воскресную школу.
В 1990-х года начал строительство Казанского собора в Элисте, заложил фундаменты для строительство других церквей в епархии.
В 1993 году был депутатом Верховного совета республики Калмыкия.

### Архиерейство
6 октября 1995 года определён быть епископом новообразованной Элистинской и Калмыцкой епархии.
7 октября в Троицком соборе Троице-Сергиевой Лавры патриархом Московским и всея Руси Алексием II возведён в сан архимандрита.
24 декабря 1995 года в Богоявления соборе в Елохове хиротонисан во епископа Элистинского и Калмыцкого. Хиротонию возглавил Патриарх Московский Алексий II.
В июне 1997 года во время своего визита в Калмыкию Святейший Патриарх Алексием II освятил Казанский храм, который стал кафедральным собором епархии. Также открыты: храм-часовня Георгия Победоносца (1998), храм-часовня в честь преподобного Сергия Радонежского (2005).
16 июля 2005 года решением Священного Синода включён в синодальную рабочую группу по разработке «концептуального документа, излагающего позицию Русской Православной Церкви в сфере межрелигиозных отношений».
24 февраля 2006 года Патриархом Алексием II возведён в сан архиепископа.
12 сентября 2007 года встретился в Ватикане с папой Римским Бенедиктом XVI.
22 марта 2011 года решением Священного Синода архиепископ Зосима освобождён от управления Элистинской и Калмыцкой епархией и назначен управляющим Владикавказской и Махачкалинской епархией.
В том же году отмечал: «мы решили в этом году впервые провести Свято-Георгиевские образовательные чтения с молебнами в древнем храме святого Георгия в селе Дзивгисе, чтобы люди знали, что Православие не вчера пришло на эту землю. В последние годы в республику приезжают представители новых религиозных движений, появились „традиционалисты“, которые считают, что христианство — это пришлое, русское засилье. В этой связи приходится объяснять, что христианство — религия для всех народов, что это Божие послание людям всей земли. Кроме того, большие аппетиты в республике имеют представители радикального ислама».
26 декабря 2012 года в связи с образованием Махачкалинской епархии титул изменён на «Владикавказский и Аланский».
4 февраля 2016 года в связи с болезнью архиепископа Зосимы временно управляющим Владикавказской епархией назначен архиепископ Пятигорский и Черкесский Феофилакт (Курьянов).
21 октября 2016 года решением Священного Синода назначен управляющим Соликамской епархией.
24 июля 2025 года решением Священного Синода РПЦ почислен на покой в связи с достижением 75-летия с местом пребывания в Москве с получением содержания от Соликамского епархиального управления.

## Награды
- Орден Дружбы (28 декабря 2000 года) — за большой вклад в укрепление гражданского мира и возрождение духовно-нравственных традиций[11]
- Медаль «Во Славу Осетии» (2015)
- Орден святого благоверного князя Даниила Московского 2-й степени
- Орден преподобного Сергия Радонежского II степени
- Орден преподобного Серафима Саровского II степени
- Орден святителя Иннокентия, митрополита Московского и Коломенского II степени (2015) — за труды на благо Церкви и в связи с 65-летием со дня рождения[12].
- Крест ап. Павла (Элладская православная церковь)
- медаль «За заслуги» (ФМС)
- Медаль "За вклад в развитие буддийского учения" (Объединение Буддистов Калмыкии, 2006 год) [13].